# Scuderia Ferrari
Scuderia Ferrari (od 2024 Scuderia Ferrari HP) – włoski zespół wyścigowy Formuły 1 z siedzibą w Maranello. Jest działem sportowym koncernu samochodowego Ferrari. Za przygotowanie i funkcjonowanie Scuderii odpowiada dział Gestione Sportiva, zajmujący się operacjami sportowymi, strategią wyścigową, rozwojem bolidów oraz zarządzaniem kierowcami i personelem zespołu. Od 2024 występuje w Formule 1 pod oficjalną nazwą Scuderia Ferrari HP.
Jako zespół Formuły 1, Scuderia Ferrari zdobyła 16 tytułów mistrzowskich w klasyfikacji konstruktorów, z ostatnim triumfem w 2008 roku. Ponadto kierowcy związani z włoskim zespołem 15 razy sięgali po indywidualne mistrzostwo świata, w gronie tym znaleźli się: Alberto Ascari, Juan Manuel Fangio, Mike Hawthorn, Phil Hill, John Surtees, Niki Lauda, Jody Scheckter, Michael Schumacher oraz Kimi Räikkönen.
Zespół zadebiutował w Formule 1 podczas drugiej rundy Mistrzostw Świata – (Grand Prix Monako w 1950 roku, startując modelem Tipo 125 F1. Ferrari jest najbardziej doświadczonym i utytułowanym zespołem w historii F1 oraz jedynym, który nieprzerwanie uczestniczył we wszystkich sezonach mistrzostw od ich inauguracji w 1950 roku. W sezonie 2020 zespół świętował swój tysięczny wyścig w Formule 1 podczas Grand Prix Toskanii. Z tej okazji bolidy Ferrari, model SF1000, otrzymały specjalne malowanie nawiązujące do historycznej barwy z modelu 125 S z 1947 roku, pierwszego pojazdu Ferrari. Malowanie zawierało także specjalną grafikę na numerach startowych, przypominającą te stosowane na samochodach Ferrari w latach 50. XX wieku, oraz napis „1000 GP” w żółtym kolorze na pokrywie silnika.
W sezonie 2025 kierowcami Scuderii Ferrari jest Lewis Hamilton (od 2025) oraz Charles Leclerc (od 2019). 

## Historia

### Lata 1929–1950
Scuderia Ferrari została założona w 1929 przez Enzo Ferrariego aby wspierać amatorskich kierowców w różnych wyścigach. Sam Ferrari ścigał się wcześniej w samochodach Fiata. Pomysł przyszedł w nocy 16 listopada podczas kolacji w Bolonii, gdzie Ferrari otrzymał pomoc finansową Augusto i Alfredo Caniato oraz amatorskiego kierowcy wyścigowego Mario Tadini. Później skompletował zespół, który składał się z ponad czterdziestu kierowców ścigających się w samochodach Alfa Romeo. Enzo kontynuował starty aż do narodzenia pierwszego syna, Dino w 1932. Po 1932 został menedżerem młodych kierowców startujących w zespole, aż do 1939, kiedy Alfa Romeo wykupiła zespół. W 1940 utworzył Auto Avio Costruzioni Ferrari gdzie zaczął projektować pierwszy własny samochód wyścigowy Ferrari Tipo 815, który wystartował w wyścigu Mille Miglia, prowadzony przez Alberto Ascariego i Lotario Rangoni Machiavellego. Był to pierwszy i ostatni wyścig tego samochodu ponieważ dalsze starty uniemożliwiła II wojna światowa. Enzo Ferrari przeniósł swoją siedzibę do Maranello i po wojnie skonstruował Ferrari Tipo 125, startującego w wyścigach Grand Prix, które nie zaliczały się jeszcze do mistrzostw.

### Lata 50.

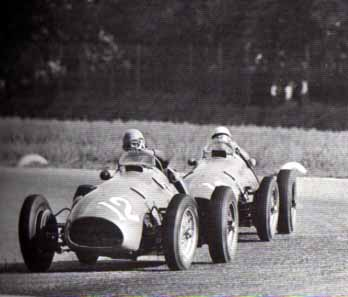
Alberto Ascari i Luigi Villoresi podczas Grand Prix Włoch (1952)

Scuderia zadebiutowała w Grand Prix Monako ulepszonym modelem 125. José Froilán González odniósł pierwsze zwycięstwo dla zespołu podczas Grand Prix Wielkiej Brytanii w sezonie 1951. W 1952 Alberto Ascari w Ferrari 500 zdobył pierwszy tytuł mistrzowski wygrywając 6 wyścigów. Rok później także zdobył tytuł wygrywając 5 wyścigów. W 1954 Scuderia w związku z nowymi przepisami wdrożyła Ferrari 625 wygrywając tylko 2 wyścigi, a tytuł powędrował do kierowcy Maserati Juana Manuela Fangio.
W sezonie 1955 Alberto Ascari przeszedł do Lancii i Scuderia wygrała tylko w Grand Prix Monako, a dokonał tego Maurice Trintignant. Tego roku wydarzyła się tragedia na torze Monza, gdzie podczas prywatnych testów zginął Alberto Ascari w Ferrari 750. Z powodu problemów finansowych i śmierci Ascariego Lancia wycofała się z mistrzostw i Ferrari zakupiło bolidy Lancii na sezon 1956, w których Juan Manuel Fangio zdobył tytuł mistrzowski. W 1957 wraz z odejściem Fangio Ferrari utraciło tytuł nie wygrywając ani jednego Grand Prix. W 1958 zaprezentowano nowe Ferrari 246 F1, które wygrało po dwa Grand Prix w 1958 i 1959.

### Lata 60.
Sezon 1960 przyniósł Scuderii tylko jedno zwycięstwo Phil Hilla w Grand Prix Włoch, ale zespół odniósł sukces w 24-godzinnym wyścigu w Le Mans. W sezonie 1961 wprowadzając Ferrari 156 odniesiono podwójne mistrzostwo i kolejną wygraną w Le Mans.
Sezon 1962 nie przyniósł ani jednego zwycięstwa w F1, ale przyniósł kolejny triumf w Le Mans. W sezonie 1963 nikt nie potrafił się oprzeć dominacji Jima Clarka w Lotusie, nikt także nie był na tyle szybki, aby pokonać Ferrari w Le Mans. Sezon 1964 z trzema zwycięstwami, mistrzostwem w klasyfikacji konstruktorów i ponownym triumfem w Le Mans wyglądał dużo lepiej niż poprzedni. Sezon 1965 był kolejnym sezonem dominacji brytyjskich kierowców i zespołów, a w Le Mans Ferrari odniosło szóste – i ostatnie – zwycięstwo z rzędu.
W 1966 zespół z nowym Ferrari 312 wygrał dwa wyścigi i zajął drugie miejsce w klasyfikacji konstruktorów i kierowców. W 1967 Ferrari nie wygrało żadnego Grand Prix, a Lorenzo Bandini zginął po fatalnym wypadku na Grand Prix Monako. Jego zastępca Mike Parkes uległ wypadkowi, który zakończył jego karierę. Rok 1968 z jednym zwycięstwem Jacky’ego Ickxa na Grand Prix Francji też nie był udany dla Scuderii. Sezon 1969 bez zwycięstwa kontynuował pasmo porażek.

### Lata 70.

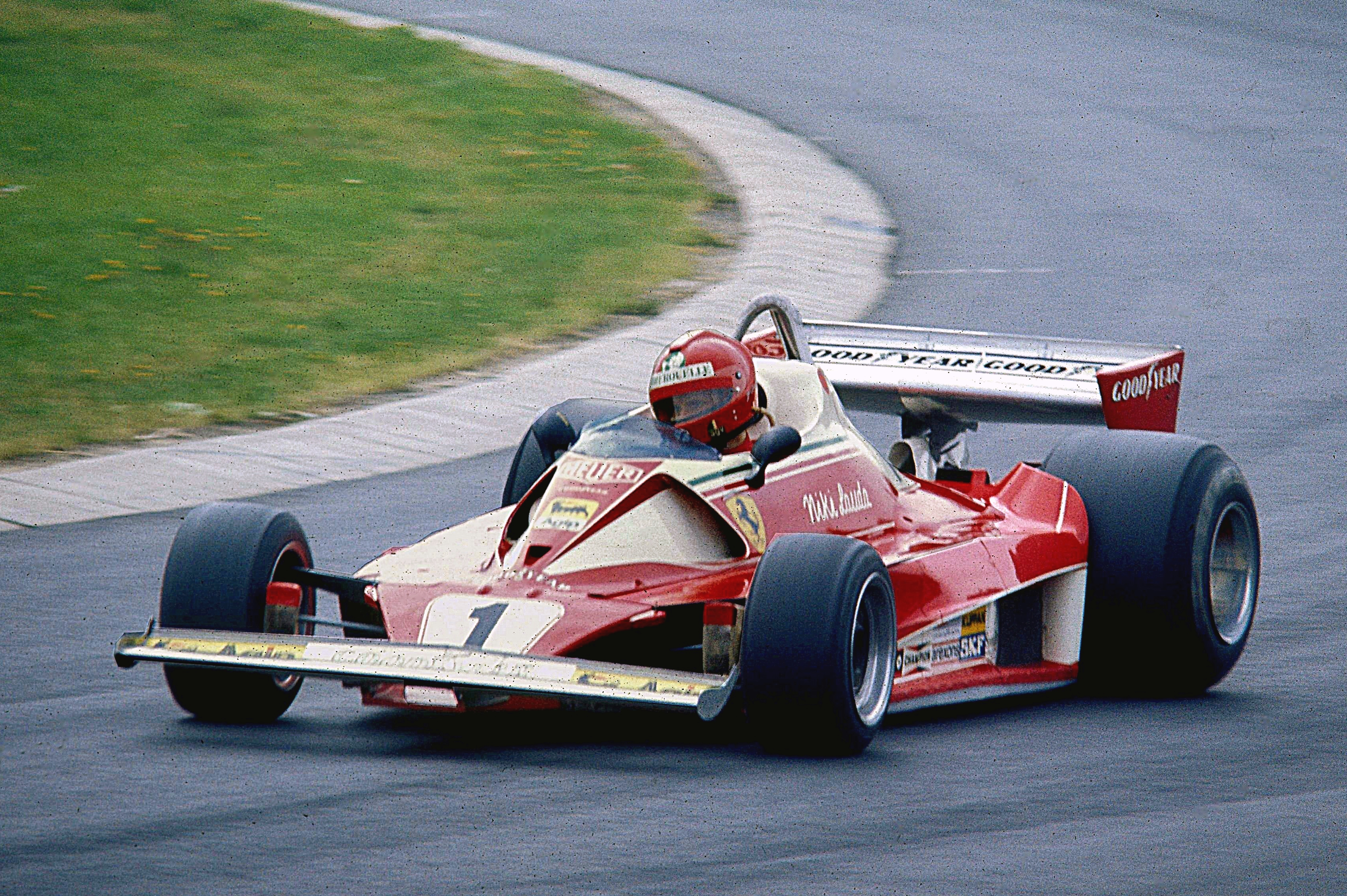
Niki Lauda podczas Grand Prix Niemiec (1976)

Nastąpiły cztery chude lata dla Ferrari. Dopiero w 1975 z Niki Laudą i z zaprojektowanym wspólnie z nim bolidem 312T Scuderia ponownie zaczęła odnosić sukcesy zdobywając podwójne mistrzostwo. Rok później zdobywa mistrzostwo konstruktorów, a w zdobyciu tytułu wśród kierowców Laudzie przeszkadza poważny wypadek na Grand Prix Niemiec. Po uderzeniu o bandę bolid zapalił się, a sam kierowca utknął we wraku i zdołał wyjść dopiero z pomocą innych kierowców, którzy się zatrzymali. Lauda przeżył, ale miał poważne poparzenia i silne zatrucie toksycznym dymem. Mimo tego bardzo szybko wrócił do ścigania, ale nie zdołał już zdobyć tytułu.
W sezonie 1977 zespół ponownie zdobył podwójne mistrzostwo razem z Laudą. W 1978 w wyniku konfliktu Lauda odszedł ze Scuderii, która zajęła drugie miejsce w klasyfikacji konstruktorów i trzecie w klasyfikacji kierowców Carlosa Reutemanna. W sezonie 1979 Ferrari ponownie zdobyło podwójne mistrzostwo wraz z Jodym Scheckterem. Scheckter był ostatnim mistrzem w zespole przed Michaelem Schumacherem.

### Lata 80.
Sezon 1980 nie był udany zajmując 10. miejsce w klasyfikacji konstruktorów. Rok później z miejscem 5. w klasyfikacji generalnej konstruktorów, ale w 1982 roku wystawiając 4 kierowców Scuderia ponownie zdobyła tytuł. Nie był to jednak radosny rok, w kwalifikacjach do Grand Prix Belgii zginął bardzo utalentowany kierowca Gilles Villeneuve. Mistrzostwo powędrowało do Ferrari także w 1983.
Przez następne sześć sezonów Scuderia nie mogła zdobyć tytułu, ale też nie spadała poniżej 4. miejsca. W 1988 zmarł w wieku 90 lat założyciel zespołu Enzo Ferrari i FIAT zakupił większość udziałów zespołu. Sezon 1988 był ostatnim, w którym dozwolone było turbodoładowanie.

### Lata 90.

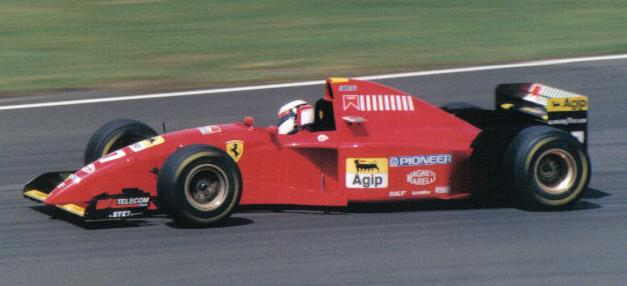
Jean Alesi podczas Grand Prix Wielkiej Brytanii (1995)

Nowa dekada rozpoczęła się równą walką kierowcy Ferrari Alaina Prosta z Ayrtonem Senną. Wygrał 6 wyścigów i do ostatniego wyścigu miał szansę na tytuł mistrzowski. Ostatecznie Prost i zespół zajęli drugie miejsca w klasyfikacji. Po 1991 zaczęła się spadek formy Scuderii. Powodem był silnik V12, który ustępował lżejszym i wydajniejszym jednostkom V10 konkurencji. Przełomem był rok 1996, kiedy Michael Schumacher został kierowcą Ferrari. Schumacher przyczynił się do wstąpienia do zespołu dyrektora technicznego Benettona Rossa Brawna. Poczyniono znaczny postęp w konstrukcji bolidu Scuderii, choć okazało się, że jest bardzo zawodną konstrukcją i dorobkiem na koniec były tylko 3 zwycięstwa i drugie miejsce w klasyfikacji konstruktorów, zaś Schumacher w klasyfikacji kierowców był trzeci. W sezonie 1997 bardzo dobrych osiągów Ferrari nie udało się przekuć w mistrzostwo, ponieważ Schumacher w decydującej rundzie spowodował kolizję z Jacques’em Villeneuve’em i został zdyskwalifikowany. W latach 1998–1999 włoski zespół o tytuł mistrzowski rywalizował z ekipą McLarena. W pierwszym sezonie Schumacher do ostatniej rundy liczył się w walce o mistrzostwo. Ostatecznie przegrał z Hakkinenem, odpadając z wyścigu o GP Japonii. W drugim Niemiec szanse na tytuł stracił po poważnym wypadku na brytyjskim obiekcie Silverstone, w którym doznał złamania nogi. Dzięki licznym problemom Hakkinena drugi kierowca włoskiego zespołu Eddie Irvine do ostatniej rundy liczył się w walce o tytuł. Pomoc ze strony powracającego po kontuzji Schumachera o mało nie zakończyła się dyskwalifikacją obu kierowców z wyścigu o GP Malezji. Dzięki tej rundzie Irvine na ostatnią rundę w Japonii jechał jako lider klasyfikacji generalnej. W niej jednak lepszy okazał się Fin, który dzięki temu obronił mistrzostwo. Scuderia za to po raz pierwszy od 16 lat powróciła na pierwsze miejsce w klasyfikacji generalnej, dzięki wielu awariom przeciwników.

### Lata 2000–2009

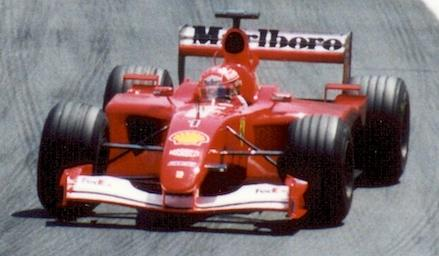
Michael Schumacher podczas Grand Prix Kanady (2001)

W latach 2000–2004 Ferrari wraz z Schumacherem zdominowało rywalizację, zwyciężając w obu klasyfikacjach. Drugi z reprezentantów włoskiego zespołu Brazylijczyk Rubens Barrichello w roku 2002 i 2004 sięgnął po tytuł wicemistrzowski. Oba sezony były również najbardziej dominujące w wykonaniu Scuderii, która zwyciężyła odpowiednio w 15 z 17 oraz 15 z 18 wyścigów. W owym sezonie 2002 po raz pierwszy doszło do jawnego „team orders”, polegającego na przepuszczenia Schumachera przez Barrichello na ostatnich metrach wyścigu o GP Austrii. Sytuacja ta sprawiła, iż FIA postanowiła zakazać poleceń zespołowych. Restrykcyjne zmiany w przepisach na rok 2005, dotyczące zakazu zmiany ogumienia w trakcie wyścigu, poważnie wpłynęła na formę Ferrari, która jako jedyna z czołówki stosowała opon Bridgestone. W trakcie 19 wyścigów Schumacher zwyciężył w zaledwie jednym wyścigu. Triumf miał miejsce w kontrowersyjnym GP USA, w którym nie wystartowały ekipy używające ogumienia Michelin (na starcie pojawiły się jeszcze niekonkurencyjne ekipy Jordan i Minardi). W sezonie 2006 przywrócono zmianę ogumienia oraz zmieniono format kwalifikacji. Scuderia powróciła do walki o tytuł. Był to ostatni sezon startów Schumachera w Ferrari, który postanowił zakończyć karierę. Ostatni rok pracy we włoskiej ekipie pełnił również dyrektor techniczny Ross Brawn. Do ostatniego wyścigu o GP Brazylii popularny Schumi rywalizował o tytuł z Hiszpanem Fernando Alonso. Ostatecznie przegrał zmagania, zostając po raz drugi w karierze wicemistrzem świata. Pomimo zajęcia 3. lokaty w klasyfikacji końcowej przez Brazylijczyka Felipę Massę, włoski zespół musiał uznać wyższość francuskiego Renault. Rok 2007 stał pod znakiem afery szpiegowskiej, której winowajcą był McLaren, natomiast ofiarą Ferrari. Brytyjska ekipa była w posiadaniu tajnych informacji na temat konstrukcji F2007. Dyskwalifikacja brytyjskiego zespołu w klasyfikacji końcowej pozwoliła Scuderii sięgnąć po raz 15. po tytuł mistrzów świata konstruktorów. Również piętnaste mistrzostwo, z tym że w klasyfikacji kierowców, dla włoskiego zespołu wywalczył nowy nabytek włoskiej ekipy Fin Kimi Räikkönen. W roku 2008 Ferrari obroniło tytuł mistrzów konstruktorów, pod wodzą Włocha Stefano Domenicali, który zastąpił Francuza Jeana Todta na stanowisku szefa zespołu. Nowym dyrektorem technicznym został Aldo Costa. Ich reprezentant Felipe Massa do ostatniego okrążenia GP Brazylii walczył o mistrzostwo kierowców z kierowcą McLarena Lewisem Hamiltonem. Ostatecznie to Brytyjczyk wywalczył tytuł, wygrywając zaledwie jednym punktem (Massa zwyciężył, natomiast Hamilton zajął piątą lokatę). Zmiana konstrukcji bolidów na sezon 2009 doprowadziła do przetasowań w stawce. Włoska ekipa nie liczyła się w walce o mistrzostwo, podobnie jak ich ubiegłoroczny rywal. Podczas GP Węgier poważnemu wypadkowi uległ Felipe Massa, który został trafiony w głowę sprężyną oderwaną od bolidu Brawn GP Rubensa Barrichello. Został zastąpiony przez ich kierowcę testowego Lucę Badoer, a dwa wyścigi później przez Giancarlo Fisichellę. Był to więc pierwszy od 1994 roku przypadek, by włoski zespół reprezentował włoski kierowca (ostatnim był Nicola Larini). Początkowo brano pod uwagę możliwość zastąpienia Brazylijczyka emerytowanym Schumacherem, jednakże w wyniku wypadku na motocyklu, nie był w pełni zdrowy. W całym sezonie Scuderia zwyciężyła w jednym wyścigu o GP Belgii, w którym najlepszy okazał się Kimi Räikkönen. Fin zakończył sezon na szóstym miejscu, natomiast zespół zajął czwarte miejsce w klasyfikacji generalnej konstruktorów. W obu przypadkach przegrali jednym punktem z Hamiltonem i McLarenem. Po tym sezonie kontrakt z zespołem rozwiązał Michael Schumacher, który przez trzy sezony pełnił rolę konsultanta włoskiego zespołu. Powodem tego było związanie się z Mercedesem, z którym powrócił do startów w Formule 1.

### Lata 2010–2020

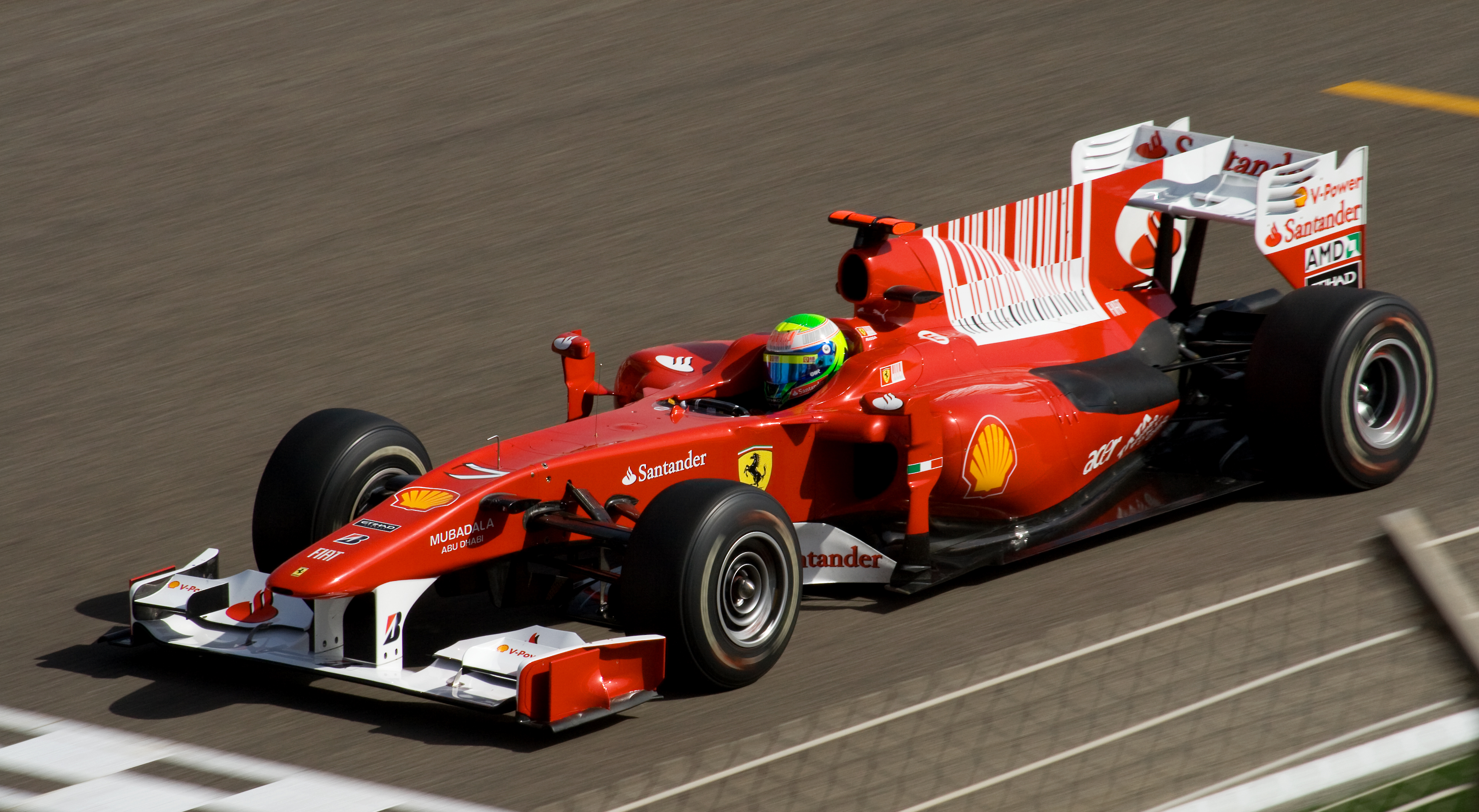
Felipe Massa podczas Grand Prix Bahrajnu (2010)

W roku 2010 nowym partnerem Massy został Hiszpan Fernando Alonso. Dzięki świetnej drugiej połowie sezonu, przy jednoczesnych błędach rywali, Hiszpan wyszedł na pozycję lidera klasyfikacji generalnej przed ostatnią rundą sezonu. Błędna strategia zespołu sprawiła jednak, iż Alonso ukończył GP Abu Zabi na dalekim siódmym miejscu i przy zwycięstwie Sebastiana Vettela, pozwoliła Niemcowi sięgnąć po pierwsze mistrzostwo w karierze. Słabe wyniki Felipe Massy nie pozwoliły Ferrari walczyć o tytuł mistrzowski w klasyfikacji konstruktorów, pomimo iż inauguracyjny wyścig o GP Bahrajnu zakończył się ich dubletem. Ostatecznie przegrali również z McLarenem, zajmując ostatecznie 3. pozycję. Przegrana Alonso pociągnęła za sobą konsekwencje w postaci zwolnienia z pełnionej funkcji Chrisa Dyera. Podczas GP Niemiec doszło do wydania polecenia team orders Brazylijczykowi, który przepuścił swojego partnera. Ten incydent analogicznie do sezonu 2002 doprowadził do zniesienia zakazu poleceń zespołowych, gdyż stwierdzono, iż nie ma on sensu, ponieważ nadal jest łamany, z tym że w niebezpośredni sposób. Sama ekipa została obarczona karą pieniężną, ale odstąpiono od poważniejszych decyzji. Na początku sezonu 2011 nowym dyrektorem technicznym został były pracownik McLarena Pat Fry. W sezonie 2014 Felipe Massa został zastąpiony przez Kimiego Räikkönena, który po 5 latach przerwy powrócił do włoskiego zespołu. Ścigał się w zespole wraz z Fernando Alonso, który odszedł z Ferrari w sezonie 2014. Został zastąpiony przez Sebastiana Vettela. W tym samym roku, z powodu dominacji zespołu Mercedes, a także nieudanej konstrukcji F14 T, zespół Ferrari, po raz pierwszy od sezonu 1993, zakończył sezon bez wygranego wyścigu. 7 stycznia 2019 roku Ferrari poinformowało, że Mattia Binotto zastąpił Maurizio Arrivabene na stanowisku szefa zespołu. Po sezonie 2020 Sebastiana Vettela zastąpi przechodzący z teamu McLaren Carlos Sainz Jr.